# Phaseolus (plant)
Phaseolus is een geslacht van planten uit de vlinderbloemenfamilie (Fabaceae). De soorten komen van oorsprong voor op het Amerikaanse continent.
Vanwege de voedingswaarde worden diverse soorten en cultivars gekweekt. Daaronder bevinden zich bruine boon, kievitsboon, sperzieboon en snijboon. De laatste twee worden tezamen met hun peul gegeten.

## Soorten
- Phaseolus acutifolius
- Phaseolus amblyosepalus
- Phaseolus angustissimus
- Phaseolus anisotrichos
- Phaseolus augustii
- Phaseolus brevicalyx
- Phaseolus chacoensis
- Phaseolus cibellii
- Phaseolus coccineus (Pronkboon)
- Phaseolus filiformis
- Phaseolus galactoides
- Phaseolus glabellus
- Phaseolus grayanus
- Phaseolus harmsianus
- Phaseolus leucanthus
- Phaseolus lunatus
- Phaseolus maculatus
- Phaseolus massaiensis
- Phaseolus micranthus
- Phaseolus microcarpus
- Phaseolus nelsonii
- Phaseolus oaxacanus
- Phaseolus pachyrrhizoides
- Phaseolus parvulus
- Phaseolus pedicellatus
- Phaseolus plagiocylix
- Phaseolus pluriflorus
- Phaseolus polymorphus
- Phaseolus polystachios
- Phaseolus ritensis
- Phaseolus rimbachii
- Phaseolus rosei
- Phaseolus sonorensis
- Phaseolus tuerckheimii
- Phaseolus vulcanicus
- Phaseolus vulgaris (Gewone boon)
- Phaseolus xanthotrichus

... · 
P. coccineus (Pronkboon) · 
P. vulgaris (Gewone boon) · 
...
... · 
Abrus · 
Acacia · 
Acosmium · 
Adenanthera · 
Adenocarpus · 
Adenodolichos · 
Adenopodia · 
Adesmis · 
Aenictophyton · 
Aeschynomene · 
Afzelia · 
Aganope · 
Albizia · 
Alhagi · 
Alysicarpus · 
Amblygonocarpus · 
Amherstia · 
Andira · 
Angylocalyx · 
Aotus · 
Anthyllis · 
Arachis · 
Archidendropsis · 
Aspalathus · 
Astragalus (hokjespeul) · 
Austrosteenisia · 
Baphia · 
Bauhinia · 
Brachystegia · 
Bolusafra · 
Butea · 
Caesalpinia · 
Cajanus · 
Calicotome · 
Carmichaelia · 
Carrissoa · 
Cassia · 
Castanospermum · 
Ceratonia · 
Chamaecytisus · 
Cicer · 
Clianthus · 
Clitoria · 
Cordyla · 
Coronilla · 
Crotalaria · 
Cyamopsis · 
Cyclopia (honingbos) · 
Cytisus · 
Dalbergia · 
Daviesia · 
Delonix · 
Derris · 
Dialium · 
Dicraeopetalum · 
Dichrostachys · 
Dipteryx · 
Enterolobium · 
Eperua · 
Erythrina (koraalboom) · 
Erythrophleum · 
Faidherbia · 
Genista (heidebrem) · 
Glycine · 
Glycyrrhiza · 
Hardenbergia · 
Hovea · 
Indigofera · 
Inga · 
Lathyrus · 
Lens · 
Lonchocarpus · 
Lotus (rolklaver) · 
Lupinus (lupine) · 
Macrotyloma · 
Medicago (rupsklaver) · 
Melilotus (honingklaver) · 
Mimosa · 
Mora · 
Myroxylon · 
Newtonia · 
Onobrychis · 
Ononis (stalkruid) · 
Ormosia · 
Ougeinia · 
Pachyrhizus · 
Parkia · 
Parkinsonia · 
Parochetus · 
Pericopsis · 
Phaseolus · 
Physostigma · 
Pisum (erwt) · 
Prosopis · 
Psophocarpus · 
Psoralea · 
Pterocarpus · 
Pueraria · 
Racosperma · 
Robinia · 
Rothia · 
Securigera · 
Senegalia · 
Senna · 
Serianthes · 
Sesbania · 
Sophora · 
Spartium · 
Sphenostylis · 
Streblorrhiza · 
Strongylodon · 
Stylosanthes · 
Styphnolobium · 
Swainsona · 
Tamarindus · 
Tephrosia · 
Teramnus · 
Tetragonolobus · 
Tetrapleura · 
Trifolium (klaver) · 
Trigonella (hoornklaver) · 
Ulex · 
Uraria · 
Vachellia · 
Vicia (wikke) · 
Vigna · 
Viminaria · 
Virgilia · 
Wisteria (blauweregen) · 
Zornia · 
Zygocarpum · 
...